# جامعة أكوريري
جامعة أكوريري (بالآيسلندية: Háskólinn á Akureyri)‏ هي جامعة تأسست في عام 1987 في مدينة أكوريري في الجزء الشمالي الشرقي من آيسلندا. وهي اليوم مدرسة للعلوم الصحية والإنسانية والعلوم الاجتماعية ومدرسة للأعمال والعلوم. التحق أكثر من 2000 طالب بالجامعة في فصل الخريف لعام 2014، وحوالي نصفهم من خلال التعلم المرن، مما يجعل الجامعة أكبر مزود للتعليم عن بعد في البلاد. تنسق جامعة أكوريري مع الجامعات الآيسلندية الأخرى لتشغيل المركز الجامعي بإقليم المضايق الموجود في اسافيوردور، والذي يعمل على درجتي ماجستير، أحدهما في الإدارة الساحلية والبحرية والآخر في الابتكار البحري. بالإضافة إلى ذلك، تنسق جامعة أكوريري مع جامعات الشمال الأوروبي الأخرى من أجل دراسات الغرب الشمالي وبرامج الماجستير في القانون القطبي.

## حرم الجامعة
المبنى الرئيسي، المسمى سولبورغ، عبارة عن سلسلة من الأقسام المترابطة التي تم بناؤها على مراحل عديدة منذ عام 1967. حصلت الجامعة على محل إقامتها الحالي في عام 1995. تم افتتاح مبنى جديد للبحث والتطوير يسمى بورجير في عام 2004.
يتم التدريس في مبنيين في حرم جامعة أكوريري يسميان سولبورغ و بورجير. تقع منطقة الحرم الجامعي في موقع مركزي في أكوريري.
تشمل المرافق الأخرى كافيتريا ومركزًا للياقة البدنية والتمارين الرياضية.

### المكتبة
تقع مكتبة الجامعة في سولبورغ، حيث توجد مرافق للقراءة واستخدام الكمبيوتر. هي مكتبة بحثية وتناسب مشترياتها من المواد في الغالب وفقًا لمتطلبات كليات الجامعة والأبحاث التي يتم إجراؤها في الجامعة. يمكن للطلاب الوصول إلى غرف القراءة في كل وقت.

## المدارس والكليات
- كلية العلوم الاجتماعية.
- كلية التربية.
- كلية الحقوق:
- كلية العلاج الوظيفي.
- كلية التمريض.
- كلية علوم الموارد الطبيعية.
- كلية إدارة الأعمال.